# نظریه میدان لیگاند
نظریه میدان لیگاند نظریه‌ای در شیمی معدنی است.

## نظریه میدان لیگاند
این نظریه بیانگر این است کهقدرت لیگاندهای مختلف در تشکیل پیوند شیمیایی با فلزات با هم تفاوت دارد. تفاوت قدرت لیگاندها باعث تفاوت در مقدار شکافتگی سطوح انرژی در فلز در اثر حضور لیگاند می‌شود. بر این اساس لیگاندها را به دو دستهٔ لیگاند قوی و لیگاند ضعیف تقسیم‌بندی می‌کنند.که لیگاند ها از قوی به ضعیف عبارتند از:
I <CL <F <OH <H2O <SCN <NH3 <en 
(مونوکسید کربن)NO2 <CN <CO>
که در آنها یون ید (I)  دارای ضعیف ترین میدان و مونوکسید کربن(CO) دارای قوی ترین میدان در بین لیگاند ها است.
در حین تشکیل کمپلکس لیگاند های 8وجهی چون الکترون های آزاد لیگاند بر 2 اوربیتال از 5 اوربیتال d اثر دافعه دارند در نتیجه آن دو اوربیتال تحت تاثیر نسبت به سه اوربیتال دیگر که تاثیر بسیار کمتری را متأثر شده اند به تراز بالا تری از انرژی منتقل میشوند. 
پس از به وجود آمدن این شرایط اگر 🔺(دلتا(انرژی و فاصله به وجود آمده از گاف انرژی))بر انرژی pairing غلبه کند الکترون چهارم در اوربیتال های پایینتر باقی مانده و در نتیجه رنگ دیده شده دارای طول موج کمتری خواهد بود.و برعکس

## تعیین ساختار ترکیبات کمپلکس طبق نظریه میدان لیگاند
به دلیل تفاوت مقدار میدان لیگاندها ساختمان ترکیبات کمپلکس از هم متفاوت است. سطوح انرژی بین لایه‌های اوربیتال مولکولی در این ترکیبات طبق قدرت لیگاند است و تغییر لیگاندها در ترکیبات کمپلکس می‌تواند باعث جابه‌جایی این سطوح انرژی شود. این ترکیبات می‌توانند ساختاری هشت وجهی یا چهاروجهی داشته باشند.

## منبع
- Introduction to ligand field theory (McGraw-Hill series in advanced chemistry) by Carl Johan, McGraw-Hill Publishing, 1962
- Peter Atkins and Julio de Paula, Physical chemistry, W. H. Freeman; 8th edition, U.S.A, 2006. ISBN 0-7167-8759-8